# المدرسة الأحمدية (دبي)

الشيخ احمد بن الشيخ عبدالرحمن بن حافظ

الشيخ محمد بن الشيخ عبدالرحمن بن حافظ

المدرسة الأحمدية تتميز بأهمية تاريخية لدورها الريادي في ترسيخ الفكر الثقافي والتعليمي والتربوي في المنطقة عمومًا فهي أحد أقدم وأعرق صروح التعليم القديم وأول مدرسة أهلية شبه نظامية في دبي أسست في عام 1912م، إذ أسسها الشيخ أحمد بن دلموك بن ماجد الفلاسي أحد عمالقة تجارة اللؤلؤ في الخليج العربي إلا أنه توفى فاستكملها من بعده ابنه الشيخ محمد بن أحمد بن دلموك مطلقاً عليها اسم المدرسة الأحمدية تيمناً بوالدهِ، ليبدأ بذلك عصر جديد في الدراسة والتعليم باستقطاب نخبة من العلماء والفقهاء لتعليم الدين واللغة العربية. وتقوم اليوم هيئة دبي للثقافة والفنون بإدارة الموقع التراثي للمدرسة والإشراف على تنظيمه.
وتبعاً لمكانة المدرسة تاريخياً وتربوياُ فقد عنت حكومة دبي بترميم المدرسة الأحمدية في منتصف عام 1994 وتحويلها لمتحف أفتتحه سمو الشيخ حمدان بن راشد آل مكتوم في 20 مارس 2000. ولقد احتفلت المدرسة الأحمدية مؤخراً بعامها المائة، والذي يعتبر أهم تاريخ في مسيرة التعليم في دبي. مواعيد العمل من السبت إلى الخميس 8:00 – 19:30، الجمعة 14:30-19:30

## موقع المدرسة
تقع المدرسة الأحمدية في قلب منطقة الراس في بر ديرة القديمة، وقد شغلت مساحة تبلغ نحو 528 متراً مربعاً إن موقع المدرسة في وسط حي سكني على مقربة من المركز التجاري القديم، جعلها قبلةً أبناء الأعيان والعامة لتحصيل العلم والمعرفة. لقد عمل في المدرسة نخبة من خيرة المدرسين الذين استُقدموا من منطقتي الإحساء والزبير.

تلقى العلم فيها مجموعة من أعيان دبي وعلمائها، وقد استمرت في عطائها حتى عام 1963م، ثم انتقلت إلى المبنى الجديد نظراً لضيق المكان وضعف الهيكل الإنشائي للمدرسة. نذكر بعض العلماء الذين دَرَسّوا الطلاب في هذه المدرسة وعلى نحو التالي:
- الشيخ عبد العزيز بن حمد آل مبارك

من رواد التعليم في دبي:الشيخ محمد على زينل مع الشيخ راشد بن سعيد المكتوم رحمهما الله

- الشيخ عبد الله بن عبد العزيز آل مبارك
- الشيخ عبد الرحمن بن حافظ
- الشيخ محمد نور سيف
- الشيخ محمد بن علي بالرهيف
- الشيخ عبد الرحيم المريد
- الشيخ أحمد بن عبد الرحمن بن حافظ
- الشيخ محمد عبد الرحمن بن حافظ
- الشيخ محمد أحمد بو ملحة
- الشيخ أحمد بن حمد الشيباني
- الشيخ عبد الرحمن المنصوري
- الشيخ محمد بن يوسف الشيباني
- الشيخ أحمد بن عبد الله بن ظبوي
- الشيخ مطر بن عبيد الماجد
- الشيخ عبد الله بن صالح بن حنظل
- الشيخ على بن حسين الجزيري
- الشخ إبراهيم النجار
- الشخ محمد بن ظبوي
- الشيخ أحمد محمد الحميدي
- العلامة السيد محمد الشنقيطي
- الشخ محمد بن ظبوي
- العلامة الشيخ محمد العبسي الأزهري اليماني

## من أشهر تلاميذها
صاحب السمو الشيخ راشد بن سعيد آل مكتوم حين دخلها عام 1955 ليتلقى فيها تعليمه الأساسي. مناهجها الأولى كانت تعتمد أصول الإسلام مثل القرآن والحديث والسيرة والتوحيد. وكانت الأحمدية نواة التعليم في دولة الإمارات العربية المتحدة. وتطورت مناهجها تدريجيا لتشمل اللغات والأدب والعلوم والتاريخ والجغرافيا والرياضيات ولتصبح مدرسة حديثة في مقايسس الخمسينات من القرن الماضي.

## الوصف المعماري للمدرسة الأحمدية
مبنى كبير ذو طابقين، الدور الأول والأرضي منه يشتمل على حجر كثيرة تحيط بالمدرسة من جهاتها الأربع. وأمام هذه الحجر رواق.. يتوسط فراغ مربع (حوش) كان يستعمل باحة لطابور الصباح، وفي ناحية الباب من جهة اليمين حجرة مطبخ للمدرسة. في بادئ الأمر تم تشييد المدرسة طابقاً أرضياً في البداية يتوسطها فناء داخلي وحول الفناء ليوان ثم 11 غرفة دراسية بالإضافة إلى المطبخ وغرفة شرب الماء ثم أضيف سلم مؤدي إلى غرفة مبيت المدرسين التي بنيت بعد ذلك في الطابق العلوي وبرج للهواء (بارجيل) وبعد ذلك أضيفت المناطق المظللة المفتوحة لاستيعاب الزيادة في عدد الطلاب. تتميز المدرسة بالبوابة الخشبية المصنوعة من خشب الساج«التيك». وتتوزع على أبواب الغرف زخارف وكتابات من الجص. للمدرسة مدخل واسع، ذوبوابة خشيبة كبيرة وسميكة، تبرز على واجهتها مسامير من النحاس اللّماع، يزيد من فخامة مظهرها ومتانتها.
في وسط البوابة الكبيرة فتحة صغيرة على شكل باب مستطيل يتسع عرضأ لدخول شخص واحد فقط. ويكثر استعمال هذا الباب، ماعدا في دخول الصباح وعند خروج الطلبة ظهرا، فأنه يفتح الباب الكبير على مصرعيه، وعلى الباب الصغير حلقة نحاسية دائرية الشكل، تحتها صفيحة نحاس متينة، وتستعمل هذه الحلقة لطرق الباب. فتحدث صوتاً قوياً وجلبة تشبه صوت الجرس اليوم، يسمع طرقها من بالداخل وبوابة المدرسة دليل على مهرة صناعة الخشب والنجارة بشكل ملفت للنظر... وذاك دليل يبين عن اهتمام آل دلموك بالمدرسة، في تخيرهم لها الفخم والثمين.. ويصادف الداخل إلى المدرسة مصطبتان من الجص على يمين الباب وشماله، تستعمل لجلوس الأساتذة وقت الاسترحة بين الحصص.
قالب:مدارس دبي قديماً

## المصادر

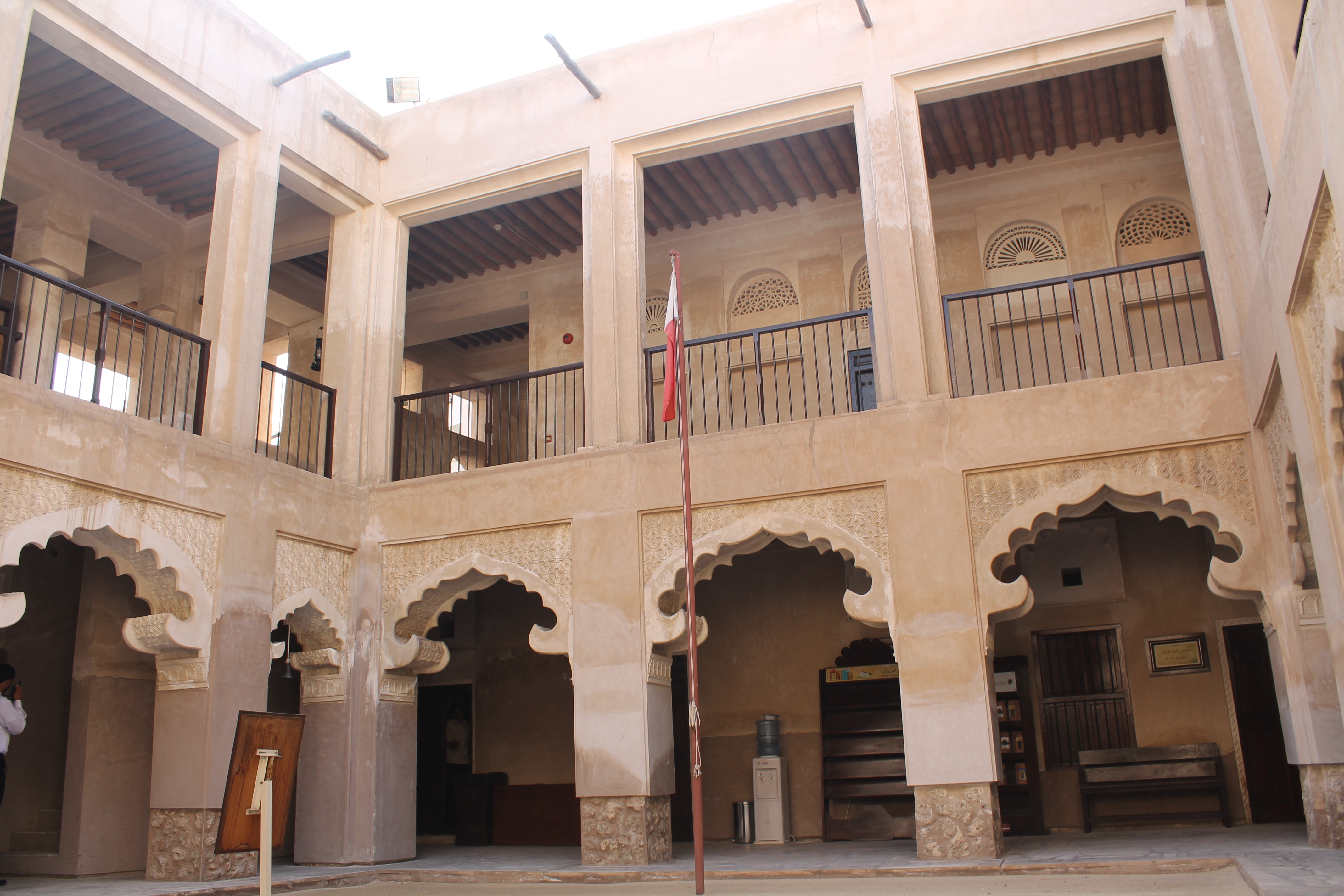
Outdoor courtyard where students used to gather in lines every morning - (Dubai Culture & Arts Authority)

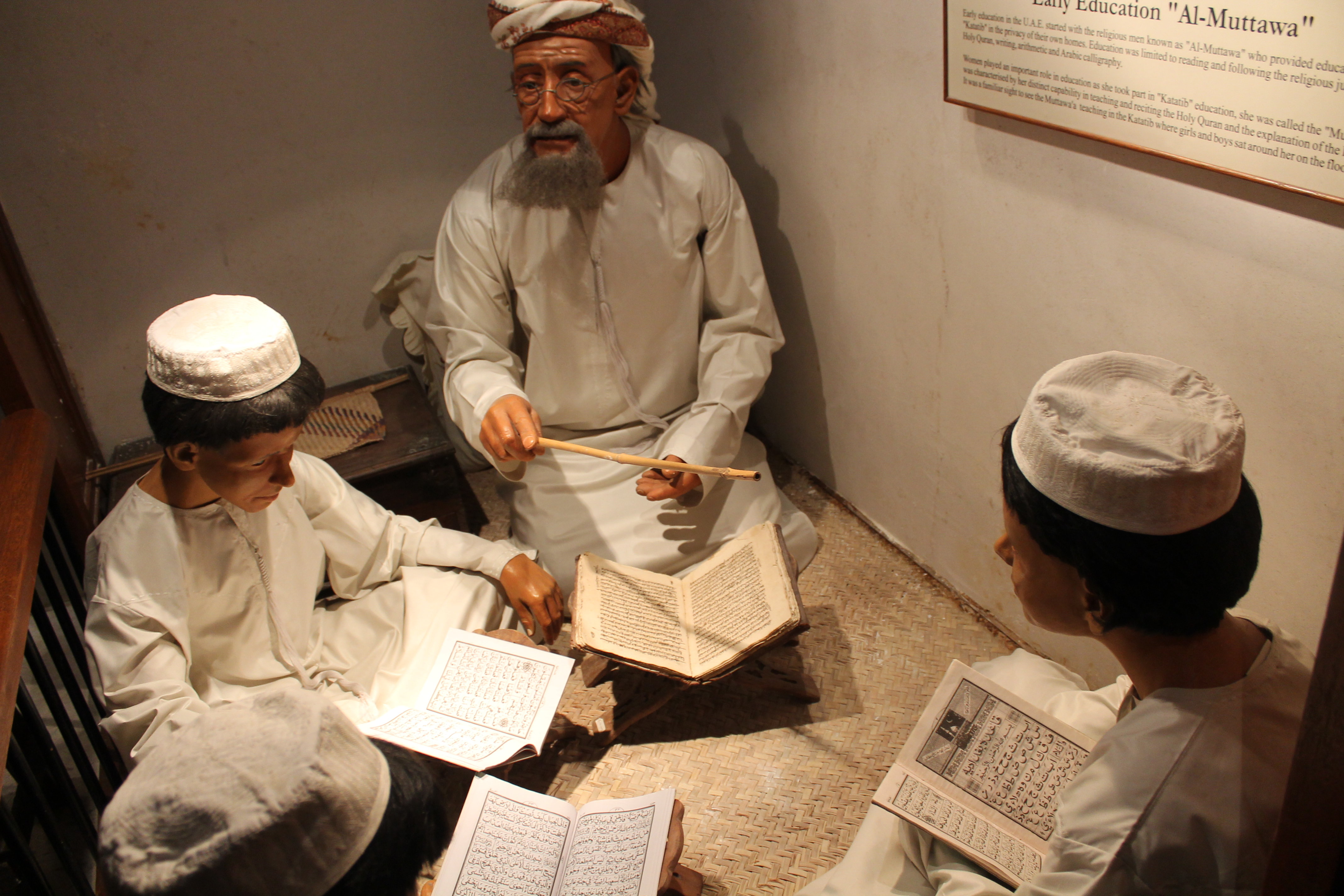
An interesting corner at today's Al Ahmadiya school showing a scene of traditional education - (Dubai Culture & Arts Authority)